# Захарченко Всеволод Данилович
Всеволод Данилович Захарченко (20 грудня 1930, Луганськ — 1974, Харків) — український піаніст, педагог.                                 

## Біографія
Народився у Луганську. З семи років почав займатися музикою. У 15 років вступає до музичного училища у місті Казань по класу фортепіано. Закінчивши його, В. Захарченко поступив у Казанську консерваторію, згодом перевівся у Державний музично-педагогічний інститут імені Гнесіних. Там він навчається у видатної піаністки Олени Фабіанівни Гнесіної, яка разом зі своїми сестрами заснувала в 1895 році приватне музичне училище, що в подальшому стало Російською академією музики імені Гнесіних (сама Олена Фабіанівна навчалась по класу фортепіано у В. Сафонова, та по композиції у Ф. Бузоні, А. Аренського і С. Танєєва).
Також В. Захарченко навчався і у Теодора Давидовича Гутмана — радянського піаніста, який в свою чергу навчався у Юзефа Турчинського і Генріха Нейгауза. У 1949 році закінчив навчання. Диплом про закінчення інституту Всеволоду Даниловичу підписував сам Яків Зак — російський піаніст, переможець Міжнародного конкурсу піаністів імені Ф. Шопена у Варшаві.
Закінчивши інститут у 1955 році В. Захарченко два роки працював в Казанському училищі, а потім в Новосибірському музичному училищі (з 1957) та Новосибірській консерваторії (з 1959). У цей час він успішно поєднує педагогічну та виконавську діяльність.
З 1961 року піаніст переїхав спочатку до Алма-Ати, а потім за розподілом працював у Ташкентській консерваторії на посаді доцента кафедри спеціального фортепіано, де наслідував клас Рудольфа Керера.
З 1964 року В. Захарченко пройшовши по конкурсу на посаду доцента кафедри спеціального фортепіано викладає в Харківському інституті мистецтв. У 1969 році він стає завідувачем кафедри спеціального фортепіано.
З 1972 року його призначають художнім керівником Харківської обласної філармонії.

## Виконавська діяльність
Поєднуючи педагогічну роботу з виконавською В. Захарченко неодноразово брав участь в концертах консерваторії як соліст та ансамбліст. Концерти В. Захарченко отримували позитивні відгуки у пресі. Так, З. Юферова пише: «Якщо спробувати визначити найбільш суттєві риси обдарування Захарченко, слід, безперечно, назвати в першу чергу щирість, безпосередність вираження почуттів, їх емоційну піднесеність, захоплюючий темперамент. Ці привабливі самі по собі якості, що дозволяють охарактеризувати виконавця як художника романтичного складу і викликають зазвичай живий відгук аудиторії, в поєднанні з яскравим прочитанням авторського задуму, досить досконалої технічної оснащеності, красивим, виразним звуком і визначили успіх концертанта».

## Педагогічна діяльність В. Захарченка
Потрібно зазначити, що В. Захарченко працював у Харківській консерваторії менше 10 років, але за цей час він працював зі значною кількістю студентів, які сьогодні гідно продовжують справу вчителя. Серед них Т. Б. Вєркіна — ректор ХНУМ імені І. П. Котляревського, народна артистка України, професор, почесний громадянин міста Харків, засновник та художній керівник міжнародного музичного фестивалю «Харківські асамблеї»; О. В. Кононова — кандидат мистецтвознавства, доцент, зав. кафедри загального та спеціалізованого фортепіано у ХНУМ імені І. П. Котляревського; Л. А. Кузьоміна, яка очолювала кафедру загального та спеціалізованого фортепіано ХНУМ імені І. П. Котляревського та довгий час була професором кафедри спеціального фортепіано; В. Климовський — органіст Харківської філармонії; О. Скляров — соліст Харківської обласної філармонії, завідувач кафедри ХДАК; Наталя Копошилова (Баличева) — провідний викладач-методист Харківської середньої спеціальної музичної школи-інтернату; В. Василець, — викладач кафедри загального та спеціалізованого фортепіано ХНУМ; О. Гнатовська — талановита піаністка і композитор, другу спеціалізацію вона набула під керівництвом Д. Клебанова та Ю. Іщенка (в асистентурі Національної музичної академії у Києві); А. Настенко — викладач Харківського музичного училища. Також у Всеволода Даниловича навчалися Зіта Гусейн-Заде, Лев Кошкін, Сіма Фрадкіна.
Всі випускники класу В. Захарченка згадують про нього як про «вчителя від Бога». Він тонко відчував індивідуальність учня, його творчі, піаністичні можливості. Завжди дуже ретельно працював над кожною виконавською дрібницею — філіруванням звуку, побудовою фрази, точністю виконання штрихів. Не дозволяв технічної неохайності, зловживання педаллю. Часто згадував, як О. Гнесіна бурхливо реагувала на будь-який прояв дилетантизму з боку студентів і додержувався її заповітів у власній професійній діяльності.